# حمام الميرزا هادي
حمّام الميرزا هادي أو المرزا هادي سمي حمام الجوادين لاحقاً، وهو من أقدم حمامات بغداد العامة يقع في الجانب الغربي من بغداد بمدينة الكاظمية في محلة الأنباريين بالقرب من باب الأنباريين. المرزا هادي اصله من إيران فرَّ منها عام (1821م)، لاجئاً إلى الدولة العثمانية وهذا الحمام عرف باسمه فيقال له (حمّال مرزا هادي) ولما اعتنق ابنه المرزا موسى الجواهري الدعوة البابية، صار يبذل الكثير من الجهد والأموال والدعم له لنشرها. وكان عبارة عن حمامين واحد للرجال وآخر للنساء، وقد وضعت فيما بعد لافتة على الحمام ليعرف باسم (حمام الهاشمي).

وقد اشير إليه في وقفية مؤرخة في 27 شعبان 1185ه‍. تم هدمه لتوسعة مرآب للسيارات مجاوراً له. .